# 元慶和
元 慶和（げん けいわ、生没年不詳）は、北魏の皇族。南朝梁に降って、魏王に立てられた。

## 経歴
元逞（拓跋天賜の子）の子として生まれた。東豫州刺史に任じられた。孝昌3年（527年）9月、梁の譙州刺史の湛僧智に広陵で包囲された。10月、梁の夏侯夔が湛僧智と合流すると、慶和は城ごと梁に降った。武帝により信武将軍の号を受けた。中大通6年（534年）、鎮北将軍・北道総督となり、魏王に封じられて、北伐に参加し、項城まで進軍した。大同元年（535年）1月、東魏の元晏の軍に敗れた。6月、南頓に進攻し、東魏の豫州刺史堯雄の軍に敗れて退却した。敗戦の責を問われて合浦に流された。
後に衡州刺史となった。桂陽の厳容に包囲されたが、蘭欽に救援された。

## 伝記資料
- 『魏書』巻19上 列伝第7上
- 『北史』巻17 列伝第5